# Santa Cruz (rzeka w Argentynie)
Santa Cruz – rzeka w Ameryce Południowej w południowej Argentynie, w prowincji Santa Cruz. Długość rzeki wynosi 383 km. Rzeka uchodzi do Oceanu Atlantyckiego.